# Förderstiftung Archäologie in Baden-Württemberg
Die Förderstiftung Archäologie in Baden-Württemberg ist eine 2010 gegründete Stiftung bürgerlichen Rechts mit Sitz in Esslingen a. N., die in der archäologischen Denkmalpflege tätig ist.

## Geschichte und Zweck
Gegründet wurde die Stiftung im Jahr 2010 mit Zuwendungen der Vereine Gesellschaft für Archäologie in Württemberg und Hohenzollern und Förderkreis Archäologie in Baden. Zu diesem Zeitpunkt standen bereits 50.000 Euro als Stiftungsvermögen zur Verfügung. Initiator war der damalige Präsident des Landesamts für Denkmalpflege Baden-Württemberg Dieter Planck, der als Vorsitzender der Gesellschaft für Archäologie satzungsgemäß dem Vorstand der Förderstiftung angehörte und ab 2010 auch den Vorsitz des Vorstandes übernahm. Diese Funktion hatte Planck weiterhin von 2014 bis 2022 als Ehrenvorsitzender der Gesellschaft für Archäologie inne. Seit Dezember 2022 ist der aktuelle Präsident des Landesamts für Denkmalpflege und Vorsitzende der "Gesellschaft für Archäologie in Württemberg und Hohenzollern", Claus Wolf neuer Vorstandsvorsitzender. Sein Stellvertreter ist Bürgermeister a. D. Jürgen Ehret, der auch Vorsitzender des „Förderkreises Archäologie in Baden“ ist.
Ziel und Zweck der Stiftung ist die Unterstützung der archäologischen Forschung in Baden-Württemberg und deren Präsentation. Dabei will sie insbesondere dort unterstützend wirken, wo Förderungen durch staatliche oder kommunale Einrichtungen nicht ausreichen. Hierzu gehören ebenfalls wissenschaftliche Auswertungen sowie die Publikationen der Ergebnisse für die breitere Öffentlichkeit.

## Geförderte Projekte
Bereits im Gründungsjahr 2010 starteten die Förderungsaktivitäten mit sechs Projekten. Dazu gehörten u. a. eine 3D-Rekonstruktion der Heuneburg, die Rekonstruktion von bemaltem Wandputz für das Museum der römischen Villa in Heitersheim, die wissenschaftliche Bearbeitung einer urnenfelderzeitlichen Siedlung aus Heidelberg-Handschuhsheim sowie die Finanzierung der Vorarbeiten zu einer Dissertation, die die Besiedlung der Frühalamannen zum Gegenstand hatte.
Alle aktuellen und bisher verwirklichten Projekte seit dem Jahr 2010 sind mit kurzen Beschreibungen und den Förderbeträgen in getrennten Rubriken auf der Website der Stiftung gelistet. Einige ausgewählte Projekte werden in den seit 2015 jährlich erscheinenden Stiftungsnachrichten mit ihrer Bedeutung im Sinne des Stiftungszwecks und der Fördersumme ausführlich vorgestellt.
Förderanträge können formlos bis zum 15. Februar eines jeden Jahres eingereicht werden. Der Fokus für Genehmigungen durch den Vorstand liegt auf Anschubfinanzierungen und auf Pilotprojekten mit Modellcharakter. Förderwürdige Projekte müssen zeitlich begrenzt und dürfen noch nicht begonnen worden sein. Ausschlaggebend für die tatsächliche Förderung ist letztlich der Nachweis der zeitnah abgerufenen Mittelverwendung nach Beendigung des Projekts.

## Peter Goessler Stipendium
Mit dem „Peter Goessler Stipendium“ vergibt die Förderstiftung Promotions- oder Masterstipendien für „besonders förderwürdige Promotions- bzw. Dissertationsvorhaben und Masterarbeiten, die einen wichtigen wissenschaftlichen Beitrag zur Erforschung der Archäologie des Landes Baden-Württemberg erwarten lassen.“ Stipendienanträge können bis zum 1. August eines jeden Jahres eingereicht werden.
2023 wurde das Stipendium erstmalig vergeben. Erste Stipendiatin ist Barbara Holzapfel mit einer Arbeit zur bronzezeitlichen Besiedlung im Umfeld von Bussen und Heuneburg.

## Stiftungsorgane
Die ehrenamtlich tätigen Stiftungsorgane bestehen aus einem Vorstand und einem Stiftungsrat, der als unabhängiges Kontrollorgan die Einhaltung der Satzung durch den Vorstand überwacht und diesen berät. Dem Stiftungsrat gehören fünf, maximal jedoch sieben Personen an, die jeweils aus der Landesarchäologie, den Museen und den Landesuniversitäten sowie dem öffentlichen Leben wie beispielsweise aus Politik, Medien oder Wirtschaft stammen sollen. Die Mitglieder werden für fünf Jahre berufen, wobei eine personelle Überschneidung mit dem Vorstand ausgeschlossen ist. Der Vorstand besteht aus mindestens vier und maximal sechs Mitgliedern. Er bildet sich aus dem jeweiligen Vorsitz und dessen Stellvertung der beiden archäologischen Gründungsvereine. Maximal zwei kooptierte Mitglieder können durch diesen für fünf Jahre in den Vorstand berufen werden. Aus seiner Mitte wird für jeweils vier Jahre der Vorsitz und seine Stellvertretung gewählt.